# Мегре и аферата Сен Фиакр
„Мегре и аферата Сен Фиакр“ (на френски: Maigret et l'Affaire Saint-Fiacre) е трилър от 1959 година на режисьора Жан Деланоа с участието на Жан Габен, Валентина Тесие, Мишел Уклер и Роберт Хирш, адаптация е на романа „Аферата Сен Фиакр“ на Жорж Сименон. Филмът е копродукция на Франция и Италия. 

## Сюжет
Внимание:  Текстът по-долу разкрива сюжета на произведението (или части от него)!
Инспектор Мегре (Жан Габен) отива във френската провинция, за да посети своя стара приятелка, херцогинята на Сен Фиакр. Тя е получила анонимно писмо, в което е заплашена, че скоро ще умре. Няколко дни по-късно херцогинята действително умира от сърдечен удар, но Мегре не е убеден в това...

## В ролите
| Изпълнител       | Роля                                     |
| ---------------- | ---------------------------------------- |
| Жан Габен        | инспектор Жул Мегре                      |
| Мишел Уклер      | Морис Дьо Сен Фиакр, сина на херцогинята |
| Валентина Тесие  | херцогиня Дьо Сен Фиакр                  |
| Роберт Хирш      | Люсиен Сабатие, секретаря                |
| Жак Морел        | магистрата Мулеон, адвокат на Люсиен     |
| Мишел Витолд     | абата Жоде, пастор на Сен Фиакр          |
| Габриел Фонтан   | Мари Татен, собственичката на бакалията  |
| Жан-Пиер Гранвал | журналиста                               |
| Камил Гуерини    | Гултие, иконома на херцогинята           |
| Жак Илин         | разговорливия сервитьор                  |
| Мишлин Лучиони   | Арлет, треньорката                       |
| Жак Марен        | Албер, шофьора на херцогинята            |
| Амаранде         | Мириам, приятелката на Люсиен            |
| Марсел Перес     | клисаря                                  |
| Серж Русо        | Емил Гултие, сина на иконома             |
| Елен Тоси        | Адел Гултие, съпругата на иконома        |
| Пол Франкюр      | доктор Бушардон                          |